# Mogenstrup Sogn
Mogenstrup Sogn er et sogn i Næstved Provsti (Roskilde Stift).
I 1800-tallet var Mogenstrup Sogn anneks til Næstelsø Sogn. Begge sogne hørte til Hammer Herred i Præstø Amt. Næstelsø-Mogenstrup sognekommune gik allerede i 1962 ind i Fladså Kommune, som blev dannet ved kommunalreformen i 1970. Ved strukturreformen i 2007 indgik den i Næstved Kommune. 
I Mogenstrup Sogn ligger Mogenstrup Kirke.
I sognet findes følgende autoriserede stednavne:
- Blangslev (bebyggelse, ejerlav)
- Egemose (bebyggelse)
- Fladså (bebyggelse, ejerlav, landbrugsejendom)
- Fladså Løjed (bebyggelse)
- Mogenstrup (bebyggelse, ejerlav)
- Pederstrup (bebyggelse, ejerlav)
- Stenskov (areal, ejerlav)